# Cyclisme (mode de transport)
 (septembre 2020).
Si vous disposez d'ouvrages ou d'articles de référence ou si vous connaissez des sites web de qualité traitant du thème abordé ici, merci de compléter l'article en donnant les références utiles à sa vérifiabilité et en les liant à la section « Notes et références ».

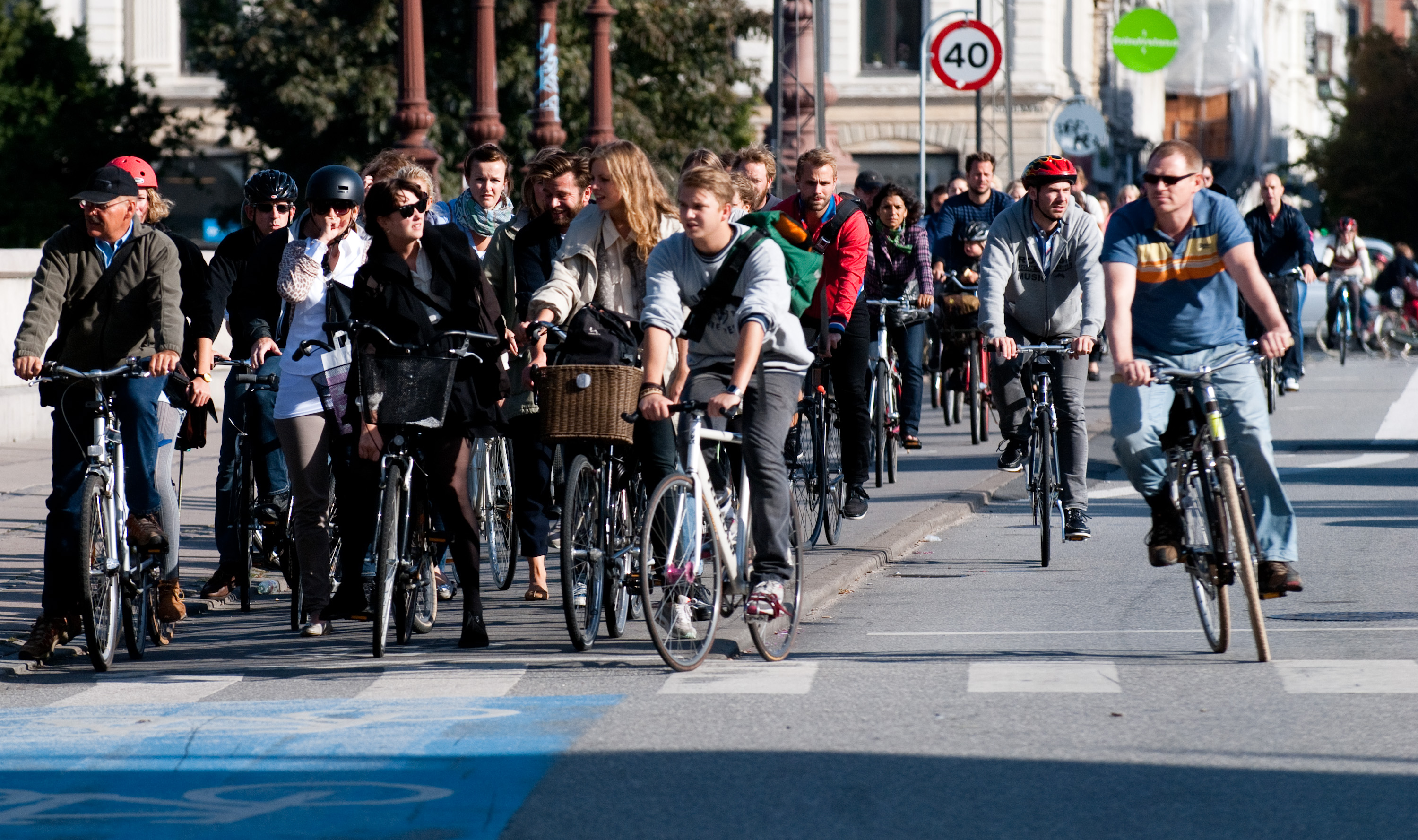
Heure de pointe à Copenhague, au Danemark, où 62 % de la population utilise son vélo chaque jour afin de se rendre sur son lieu de travail ou d'études.

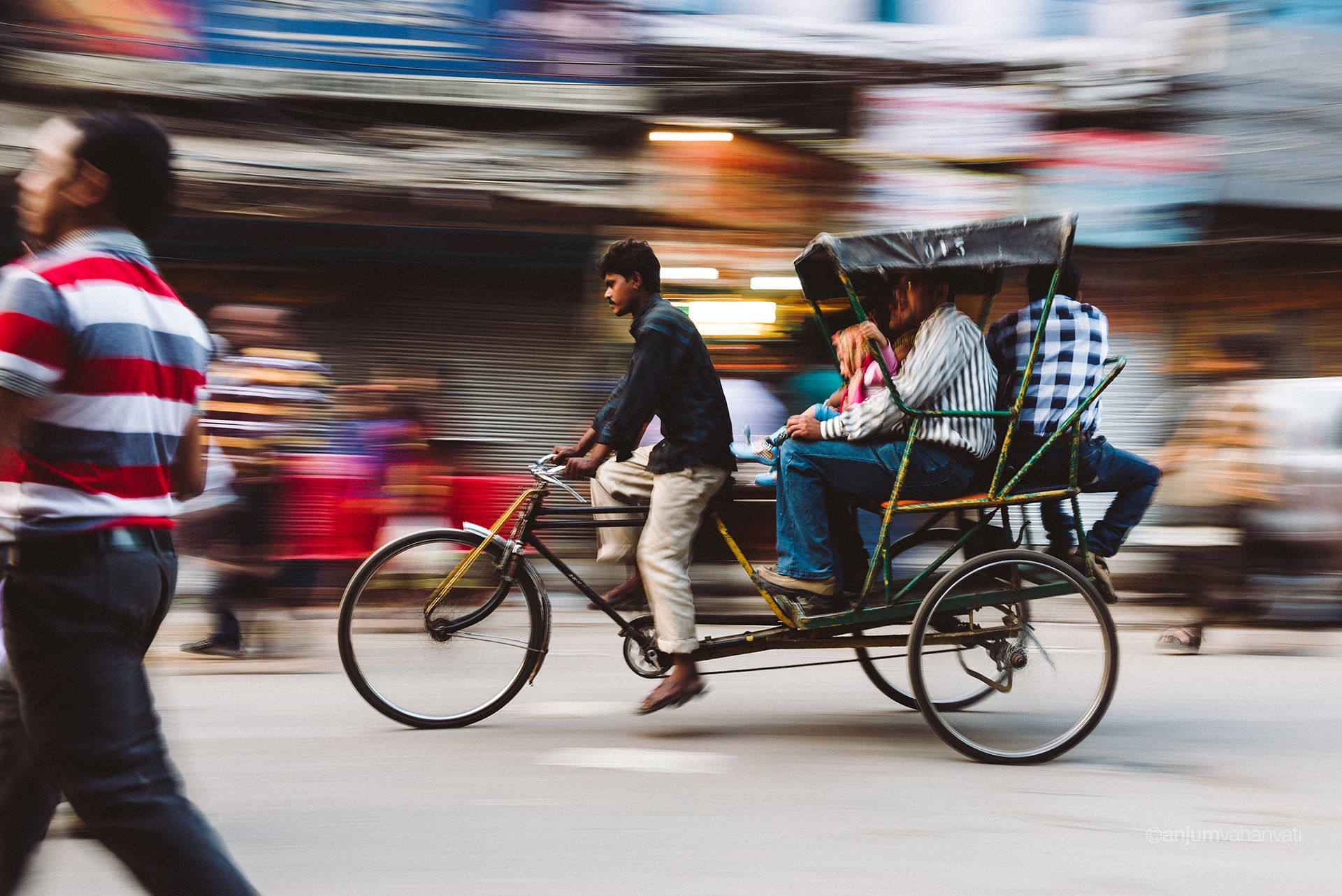
Rickshaw à Delhi en Inde.

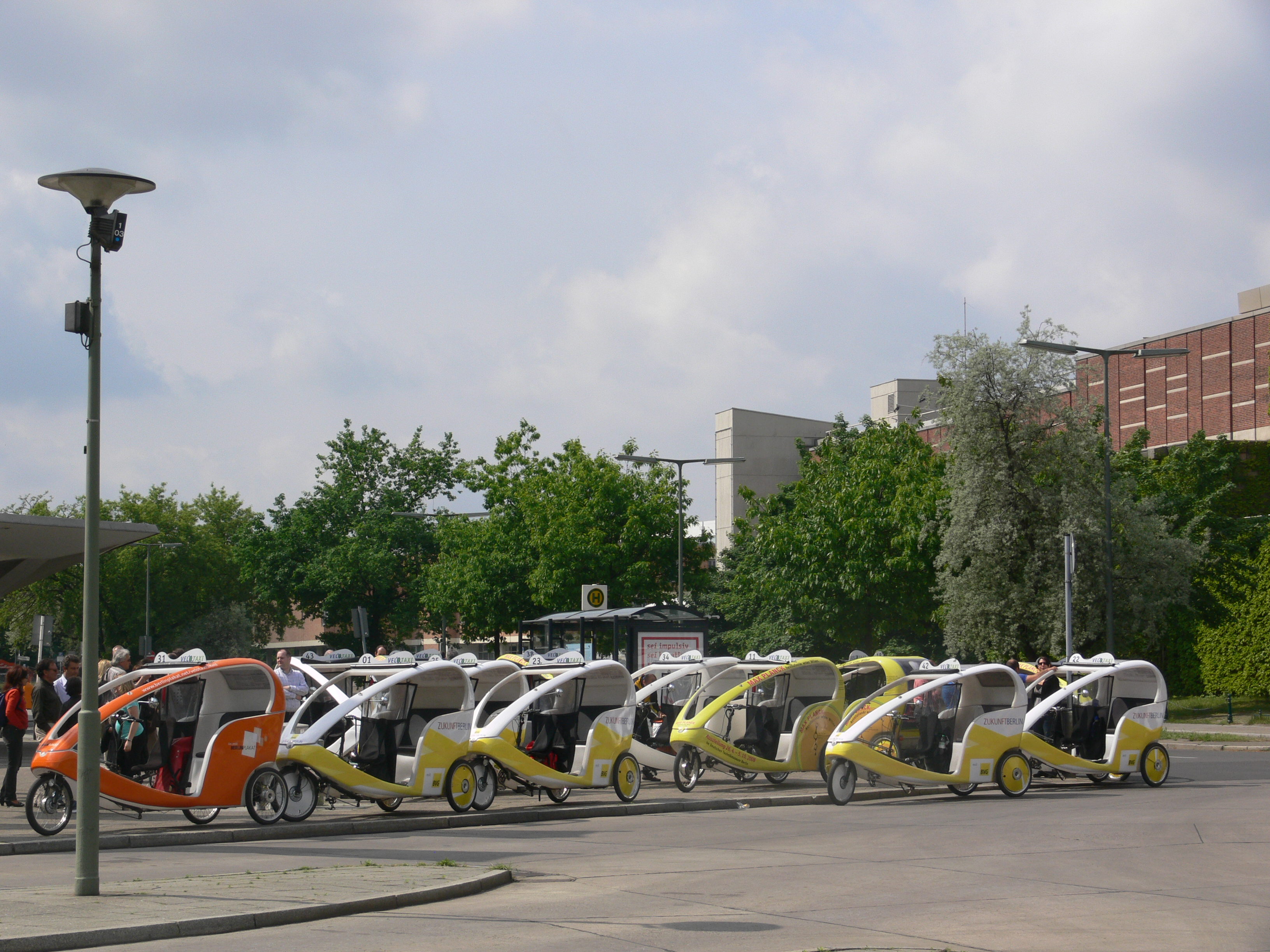
Vélo-taxis à Berlin en Allemagne.

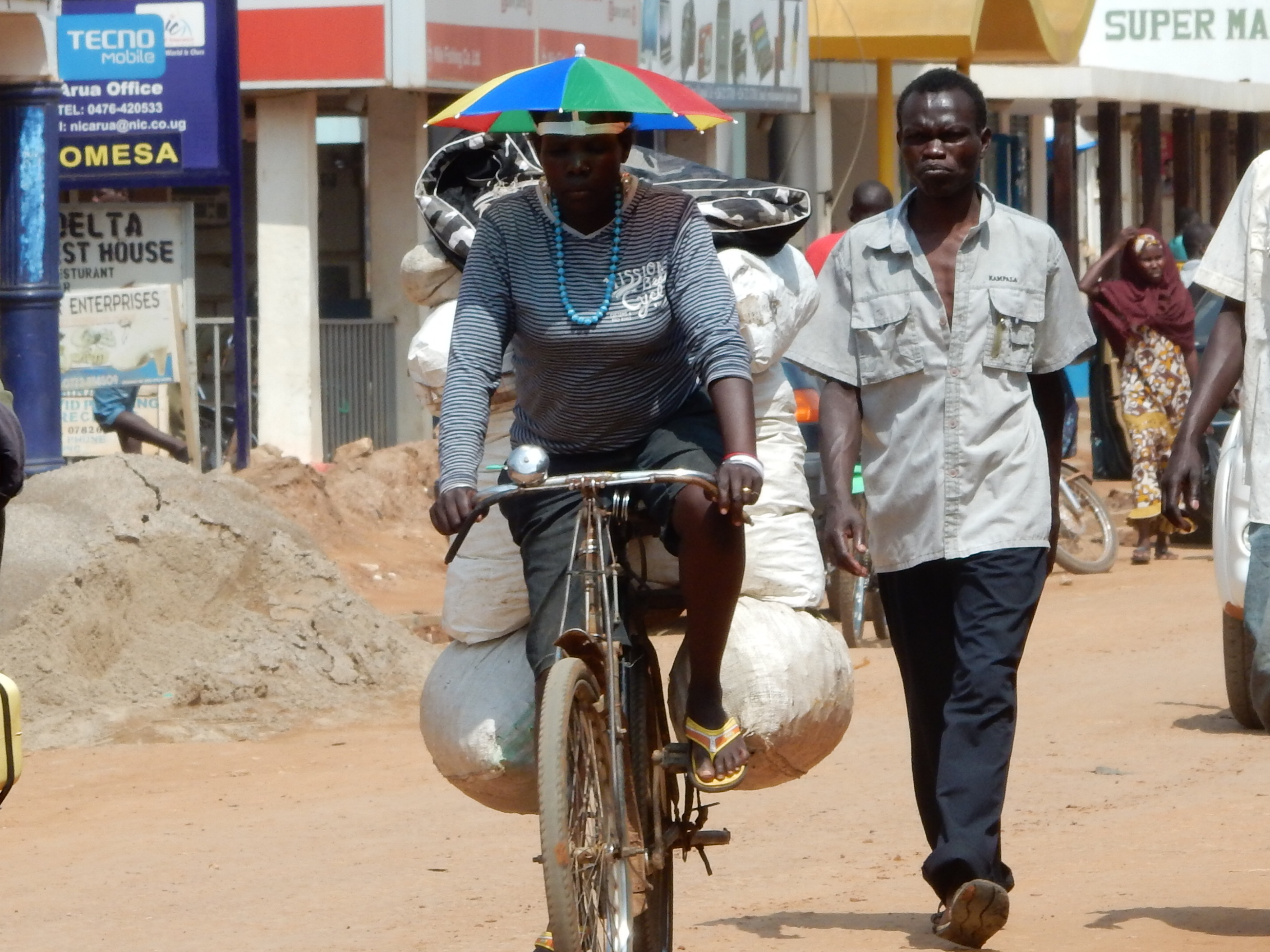
Une femme transportant des biens à vélo depuis un marché à Arua.

Le transport à vélo est un mode de transport utilisant les véhicules vélocipèdes suivants : bicyclettes, vélos cargos, rickshaws, triporteurs, tricycles couchés ou vélomobiles. Ce mode de transport routier relève de la mobilité active et plus généralement de l'écomobilité.
Il est utilisé pour les déplacements des personnes mais également pour le transport des marchandises notamment pour le courrier et les services de livraison en milieu urbain. Lorsque le vélo est utilisé exclusivement pour des déplacements domicile-lieu de travail on parle plus précisément de vélotaf. Le transport à vélo progresse dans les pays développés où il donne lieu à des aménagements spécifiques alors que sa part modale régresse dans les pays en voie de développement au profit du transport motorisé.
Au-delà de sa praticité sur courte distance, le transport à vélo permet de limiter la pollution et de diminuer l'engorgement croissant des villes par l'usage de l'automobile. De plus, il contribue à lutter contre la sédentarité et l'obésité.

## Part modale du vélo

### Situation dans le monde

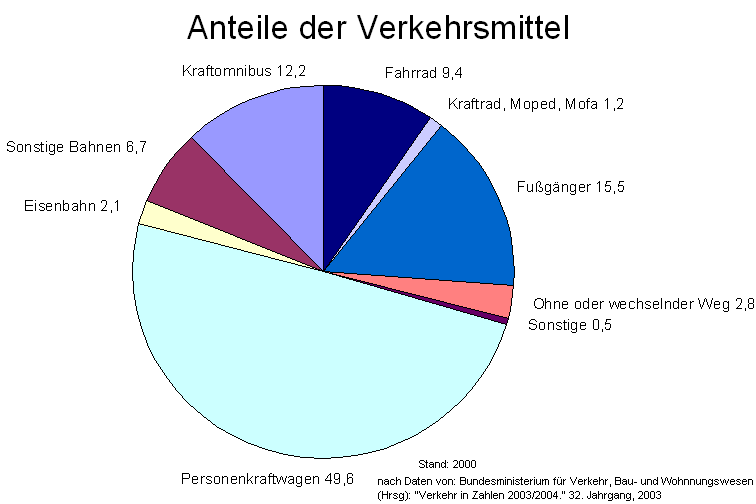
En Allemagne la part du vélo dans les moyens de déplacement est d'environ 10 %.

En 2000, la part modale du vélo dans les déplacements à l'échelle de la planète était de 11 % (mais 7 % de la distance) avec une forte concentration en Asie (deux tiers des déplacements). Mais des changements rapides interviennent dans les pays en voie de développement avec la part croissante prise par l'automobile en particulier en Chine.
À l'inverse les parts modales du vélo tendent à augmenter dans de nombreuses villes de pays développés en particulier en Europe. Parmi les villes importantes les plus concernées (chiffres 2009) :
- Copenhague : part modale de 55 %
- Amsterdam : 44 %
- Münster : 40 %
- Malmö : 30 %
- Bâle : 25 %
- Brême : 23 %
- Bologne : 20 %
- Rotterdam : 20-25 %
- Munich (Allemagne, 2 millions d'habitants) : 20 %
- Florence : 20 %
- Berne : 20 %
- Tokyo : 20 %
- Berlin : 12 %
- Stockholm : 10 %

Selon Vélo Québec, en 2005, 16 % des adultes utilisent le vélo comme moyen de transport, soit 900 000 personnes (dans la tranche des 18-24 ans, c’est 32 %). La même année, 75 000 enfants se sont rendus à l’école à vélo.

### France

#### Part modale
En France, la part modale du vélo a chuté au cours des décennies passées, en raison de l'augmentation du taux de motorisation et d'un urbanisme peu favorable à sa pratique. Elle est aujourd'hui estimée à 3 % pour l'ensemble de la France. Au cours des années 2000, la part du vélo a continué à se dégrader dans les villes où aucune volonté politique ne se manifestait. Mais, là où une politique volontariste a été mise en place, on a pu constater une multiplication par deux ou trois des déplacements ayant recours à la bicyclette. Les grandes villes concernées sont notamment :
- Strasbourg : 15 % des déplacements à vélo (8 % dans l'ensemble de l'agglomération) ;
- La Rochelle : 10 % (7 % dans l'agglomération)[7][source secondaire souhaitée].
- Bordeaux : 8 % (3 à 4 % pour le grand Bordeaux) ;
- Grenoble : 5 à 6 % ;
- Nantes : 5 à 6 % ;
- Paris : 2 à 3 % (en 1991 0,4 %) ;
- Lyon : 2 à 3 % ;
- Lille : 2 à 3 % ;
- Montpellier : 2 à 3 %.

#### Utilisation du vélo dans les déplacements domicile travail
En 2015, 500 000 personnes, soit 1,9 % des actifs ayant un emploi, vont travailler à vélo. Le vélo est davantage utilisé lorsque le lieu de travail est à moins de quatre kilomètres du domicile. Pour des trajets de deux kilomètres ou moins, 4 % des travailleurs se rendent à leur travail à vélo ; autour de quatre kilomètres, ils sont 5 % ; entre cinq et dix kilomètres, ils sont 1 à 3 %. Pour les distances de plus de quinze kilomètres, ils sont moins de 0,5 %.
Les actifs résidant dans les villes-centres des grands pôles utilisent plus le vélo pour aller travailler que dans les autres zones géographiques ainsi dans les communes isolées hors de l’influence des pôles, seulement 1,2 % des actifs prennent un vélo pour aller travailler alors qu'ils sont 6 % dans les zones urbaines de plus de 200 000 habitants. La part d’actifs se rendant à leur travail à bicyclette est pratiquement constante selon l’âge. Les hommes utilisent plus fréquemment que les femmes le vélo : 2,4 % des hommes se rendent au travail à bicyclette contre 1,5 % des femmes.

## Législation

### France
Le vélo est quasiment absent du débat public jusqu'à la nomination de Robert Galley au ministère de l'Équipement. Par plusieurs circulaires : la circulaire n°74 – 209 du 6 novembre 1974, ainsi que les circulaires du 28 novembre et du 4 décembre, il met en place un dispositif de subvention aux villes qui souhaitent mettre en place des aménagements « pour deux-roues ». les termes traduisent un engagement significatif en faveur d’une politique nationale pour le vélo. « Le vélo doit dorénavant être intégré dans les documents d’urbanisme (les POS et les divers schémas directeurs) et les projets d’aménagement (des ZAC jusqu’aux grands lotissements). L’aménagement de la voirie et les bâtiments publics (gares, hôpitaux, écoles, lycées) doit en tenir compte, même si les seuls outils évoqués sont la création de pistes cyclables et les parcs à vélos. La décision du Ministère de créer un « correspondant vélo » dans les sept centres d’études techniques de l’équipement (CETE) de l’État participe à introduire la question des aménagements pour les usagers des deux-roues dans les services dépendant de son ministère, et à les sensibiliser aux problèmes des cyclistes. L’État finance quelque 70 initiatives en matière d’aménagements et de services, comme l’expérience de mise à disposition de vélos jaunes à La Rochelle entre 1976 et 1978 ».
« Le septième plan national, établi en 1976, soutient les efforts de partage de la voirie dans l’optique de planification des transports publics. Les aménagements cyclables entrent dans cette catégorie. En février 1977, le successeur de Robert Galley à l’Équipement, Jean-Pierre Fourcade, souligne l’importance de la possibilité pour les cyclistes et cyclomotoristes de se déplacer dans des conditions normales de confort et de sécurité, afin qu’ils ne soient plus « les oubliés des aménageurs ». En décembre de la même année, le ministère systématise le cofinancement des pistes cyclables des municipalités volontaires en prenant en charge 50% du coût en milieu urbain (et même 85% en milieu rural) au-delà d’un coût de 300 000 francs. »
En France, le décret no 95-937 d'août 1995 relatif à la prévention des risques résultant de l'usage des bicyclettes précise la nature d'un vélo : « On entend par bicyclette tout produit comportant deux roues et une selle, et propulsé principalement par l'énergie musculaire de la personne montée sur ce véhicule, en particulier au moyen de pédales ». Des conseils et la réglementation concernant le cycliste se trouvent sur le site du ministère de l'Intérieur.
À la suite du Grenelle de l'environnement un groupe de travail s'est réuni pour définir une stratégie représentée par un ensemble de mesures, permettant d'accroitre la part du vélo dans les déplacements en France. Celles-ci doivent s'ajouter à un train de mesures déjà prises au cours des années précédentes notamment :
- la prise en charge par l'employeur de 50 % de l'abonnement à un service public de location de vélos (décret de 2008) ;
- l'obligation de créer des capacités de stationnement des vélos dans les immeubles à usage d'habitation ou tertiaire neufs et rénovés (Grenelle 2) ;
- l'adoption du code la rue qui généralise les doubles sens cyclables dans les zones 30, permet aux maires d'autoriser le tourne à droite aux feux rouges, etc. (décrets 2008 et 2010) ;
- l'adoption d'un schéma national des véloroutes et voies vertes étendu (2010).

L'accroissement de la part modale du vélo est particulièrement handicapé en France par les pratiques en matière d'urbanisme. Contrairement à ce qui passe généralement ailleurs en Europe depuis plusieurs années, l'évolution de la ville se fait en étirant les distances et en créant des quartiers où l'accès aux emplois et aux services nécessitent le recours à la voiture.
Dans le rapport rendu en janvier 2012, le groupe de travail propose de fixer comme objectif un d'accroissement de la part modale du vélo de 1 % par an pour atteindre 10 % en 2020. Pour y parvenir environ 70 actions sont déclinées selon 6 thèmes :
- le vélo dans la rue et sur la route : sécuriser et faciliter la circulation des vélos sur le réseau hors ville et rendre le réseau dans les villes accessible de façon sure et aisée (Adaptation du code de la route, expérimentation de chemins mixtes piétons/vélos, développement du marquage des vélos...) ;
- le vélo et la ville : modifier les règles de l'urbanisme de manière à le rendre favorable au vélo ;
- tourisme, loisirs et sports : accroitre la part du vélo dans l'offre touristique ;
- valorisation des atouts économiques, sociaux et environnementaux du vélo : rendre le vélo attractif ;
- l'outil vélo : améliorer la qualité des équipements, des vélos et des infrastructures notamment en favorisant l'innovation ;
- l’État acteur : l'État doit assurer le pilotage de la stratégie adoptée, mettre en place ou adapter l'organisation de ses services lorsqu'ils sont concernés, favoriser en tant qu'employeur la pratique du vélo.

Le plan est révisé en 2014, puis en 2018 après que plus de 200 parlementaires (de tous bords) ont réclamé « un plan vélo ambitieux » pour rattraper 20 ans de retard sur les pays d'Europe du nord et du centre-ouest et l'inscription de schémas régionaux cyclables dans les futurs schémas régionaux d'aménagement, de développement durable et d'égalité des territoires. Le plan 2018 est mis à jour par une dotation de 350 millions d'euros sur 7 ans (50 millions d'euros/an, ou 7 centimes d'euros par habitant par an, alors que les associations attendaient 200 M€/an ; pour le Réseau Action Climat (FNH, FNE, WWF, FUB, FNAUT, Greenpeace) le retard français ne sera pas rattrapé ; il aurait fallu quatre fois plus, pour résorber ce retard. Le plan mis à jour en 2018 a été annoncé fin 2017 et - dans la perspective de la future Loi d'orientation des mobilités (LOM)- présentée (14 septembre 2018) par Édouard Philippe, pour accélérer le cofinancement de projets cyclables, avec l'ambition de tripler la part du vélo dans les déplacements quotidiens pour atteindre 9 % en 2024. Il comprend la création d'un fonds « pistes cyclables » pour l'Agence de financement des infrastructures de transport de France (Afitf) qui cofinancera des résorption des discontinuités cyclables, avec les collectivités territoriales (communes, les départements et les régions) et notamment sur les Ponts, tunnels, échangeurs autoroutiers. Le double-sens cyclable et (sur les nouveaux équipements) les sas vélos en amont des feux tricolores devraient être généralisés, sauf en situation dangereuse. Les enfants seront sensibilisés au vélo avant le collège (ce que certaines académies font déjà) et le marquage des vélos neufs sera généralisé pour lutter contre le vol. L'indemnité kilométrique vélo (IKV) étant jugée difficile à mettre en œuvre par le gouvernement, un « forfait mobilité durable » (facultatif pour les collectivités et entreprises) sera mis en place pour leurs salariés volontaires (400 €/an) et l'État-employeur en 2020 créera un forfait de 200 €/an pour tous ses agents. Un soutien à l'achat de vélos électrique et aux flottes de vélos d'entreprises est aussi prévu. Une carte disponible en ligne dresse la liste des entreprises finançant en France le forfait vélo pour favoriser la mobilité douce pour leurs salariés. L'obligation d'aménager des espaces de stationnement pour les vélos dans les immeubles neufs est élargie et précisée.
Le think tank The Shift Project salue le lancement du « Plan Vélo » 2018, mais regrette la faiblesse des moyens alloués : l'État s'engage à hauteur de 350 millions d'euros, soit 0,80 €/hab/an, qui s'ajoutent aux 7,70 €/hab/an que dépensent déjà les collectivités ; la France reste ainsi très au-dessous des moyens consacrés au vélo par les Pays-Bas et le Danemark: 27 €/hab/an. Il serait primordial de dépasser l’approche purement urbaine, en développant un réseau cyclable en banlieue, puis en grande périphérie des aires urbaines, car les zones périurbaines représentent 43 % de la population métropolitaine.
À partir du 1er janvier 2021, le marquage des vélos vendus neufs en France devient obligatoire, afin de faciliter leur identification, retrouver leurs propriétaires et lutter contre le vol. Cette mesure a également été étendue aux vélos d’occasion vendus par des commerçants depuis le 1er juillet 2021.
En 2022, un nouveau plan vélo est annoncé. Il s'appuie sur un budget de 2 milliards d’euros sur quatre ans pour développer la pratique du vélo, les infrastructures ainsi que la filière économique. L’objectif est de passer de 57 000 km de voies cyclables sécurisées en 2022 à 80 000 km en 2027 et 100 000 km en 2030. Le maintien des aides à l'achat de vélos est également prolongé jusqu'en 2027.
Selon un livre blanc publié en octobre 2023 par la Fédération française des usagers de la bicyclette (FUB) et la Fédération nationale des associations d'usagers des transports (FNAUT), la complémentarité vélo-transports collectifs (notamment vélo-train) peine à se développer. Les Pays-Bas et la Belgique sont bien plus avancés de ce point de vue. La FNAUT estime qu'un réseau cyclable à haut niveau de service nécessiterait de multiplier les stationnements sécurisés, en gare notamment, y compris en milieu rural. Il faudrait aussi simplifier la billettique et la tarification, et communiquer sur les services existants. La cohabitation dans les trains, trams, etc. peut poser problème, faute de solutions adaptées aux différents profils d'usagers (quotidiens, touristes, etc.). En zones rurales et périurbaines, les habitants, habitués à la voiture devraient être accompagnés pour le changement.

### Autres pays
Dans certains pays (Pays-Bas, Belgique) et depuis peu en France (2016, pour certains cyclistes, dans le cadre d'une expérimentation ou du volontariat de certains employeurs), a été mise en place une indemnité kilométrique vélo (IKV) et/ou des avantages fiscaux encourageant l'usage du vélo.

## Différentes politiques de soutien

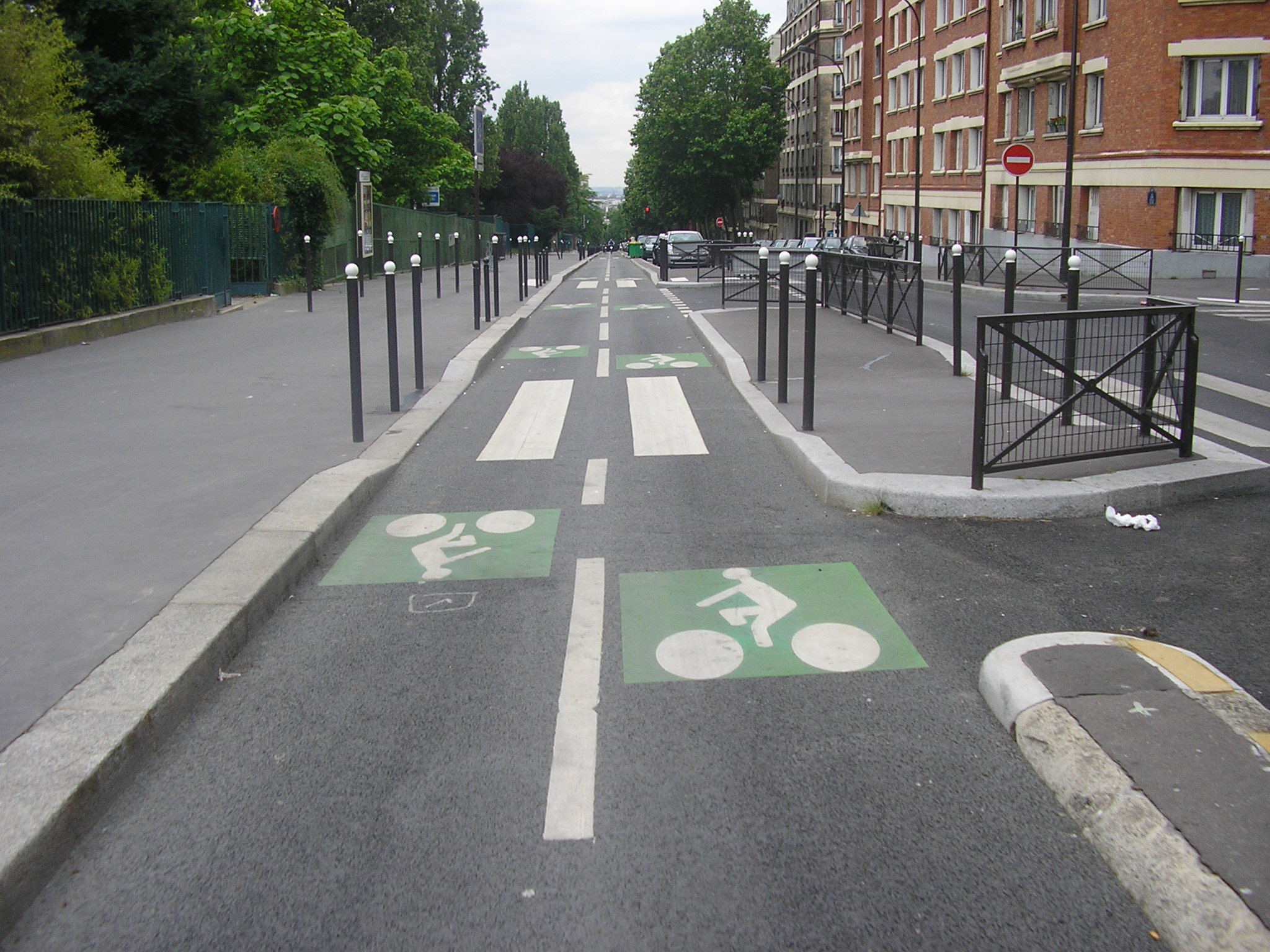
Piste cyclable bidirectionnelle à Paris.

Pour développer l'usage du vélo et augmenter le transfert modal de l'automobile vers la bicyclette, des mesures et outils peuvent être pris par les collectivités locales, les copropriétés, les entreprises du secteur public et privé. Ces mesures sont de plusieurs ordres :
- augmenter l'offre en itinéraires et améliorer le maillage et la qualité de ceux-ci par des aménagements cyclables plus ou moins spécifiques (pour mieux partager la voirie entre le vélo et les autres modes de déplacement notamment), cela en concertation avec les associations d'usagers ;
- améliorer l'offre en stationnement ;
- fournir des outils de lutte contre le vol ;
- sensibiliser le public aux avantages de l'utilisation du vélo comme mode de déplacement quotidien, vélo qui peut même être un des véhicules des transports en commun ;
- soutenir la création d'ateliers vélo.

### Aménagements de la voirie
Des itinéraires « continus, bien jalonnés et reliés entre eux par un maillage » peuvent être déployés dans tout type de territoire. Dans les métropoles, ils peuvent être structurés en un réseau express vélo.

### L'offre en stationnement

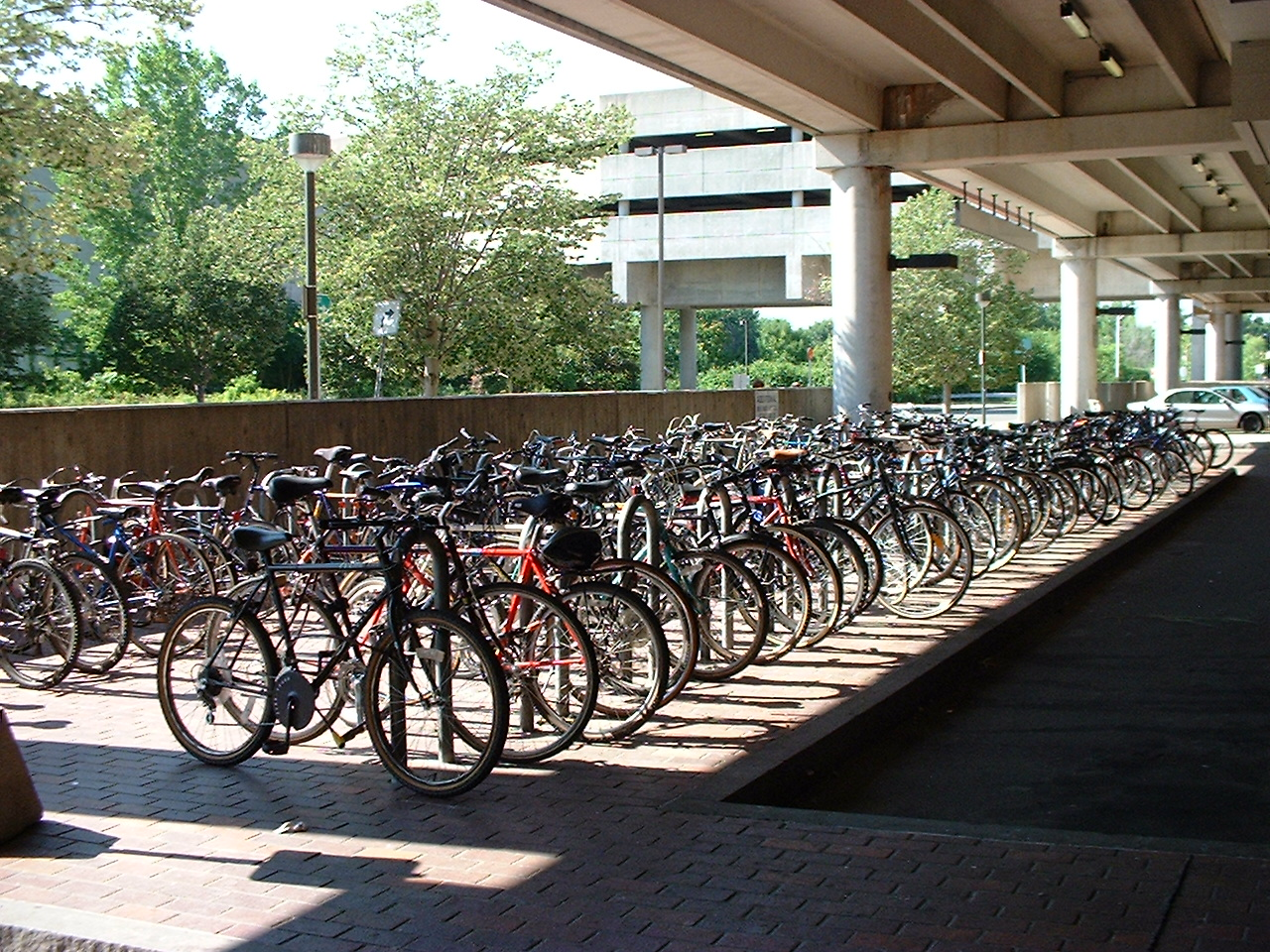
Parcs à vélo à Cambridge (États-Unis).

L'offre de stationnement sur la voirie est le plus souvent insuffisante, inexistante, ou inadaptée comme les parcs de stationnement souterrains (le plus souvent payants) et le stationnement sauvage, souvent officiellement proscrit par les municipalités et le code de la route.
Les solutions passent par la multiplication des parcs à vélos et des points d'attache réservés aux bicyclettes. Ces points de stationnement vélo peuvent être surveillés ou non, payants ou non.

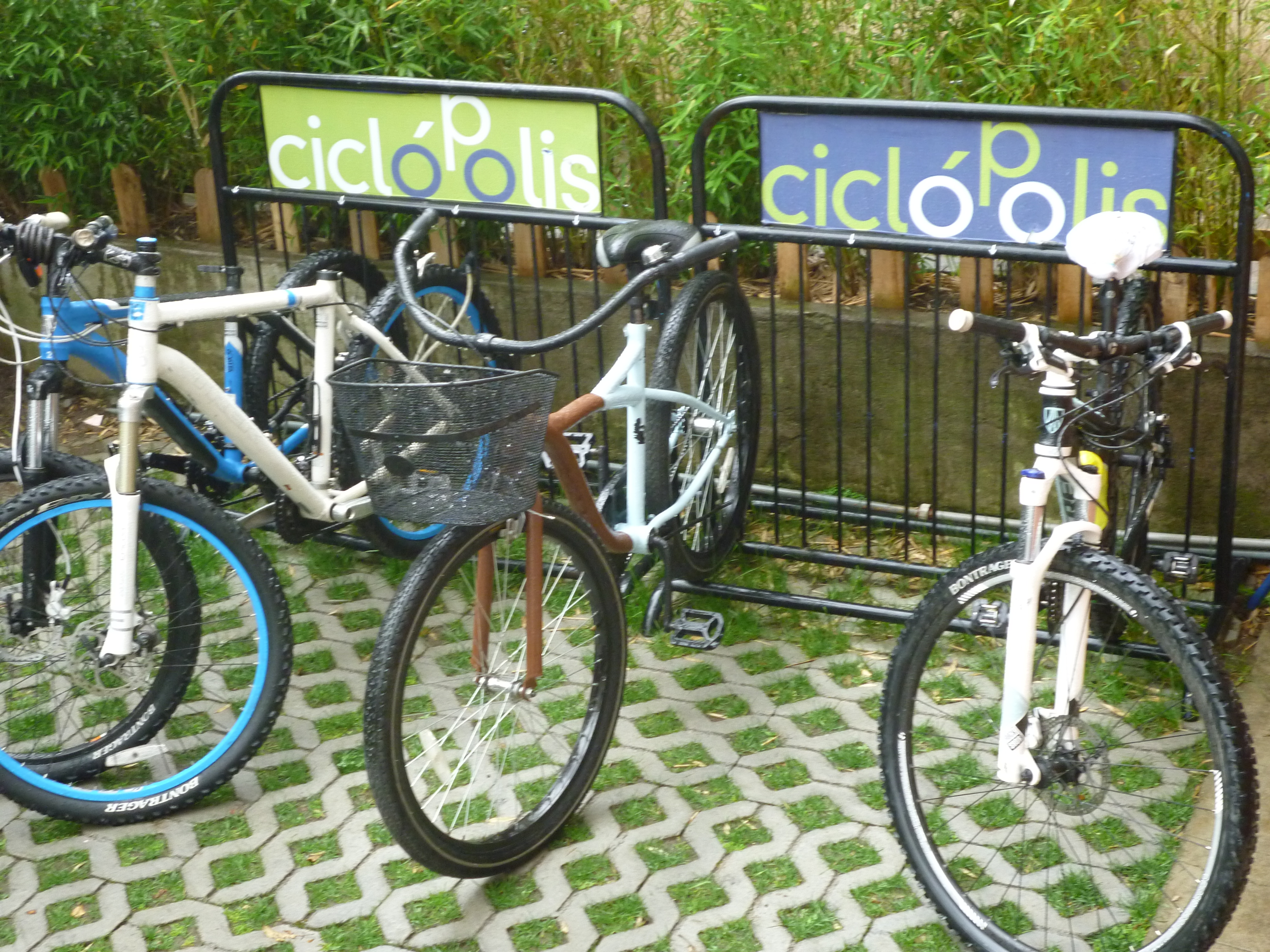
Parcs à vélo à Quito Ciclopaseo.

Ils sont généralement localisés aux endroits de fort achalandage, aux points de correspondance entre plusieurs modes de transport : gare ferroviaire ou routière, stations de métro, de tramway ou d'autobus, parkings automobiles…
Le stationnement sur les lieux d'habitation et de travail encourage l'usage du vélo. Il est utile que l'architecte les prévoie avant la construction, qu'ils soient sûrs et d'accès aisé. Une guide ministériel de recommandations techniques a été publié à cette fin à l'initiative du coordonnateur interministériel pour le développement de l’usage du vélo.
Le vélo pliant, surtout pour les modèles les plus compacts, n'a pas besoin d'être stationné puisqu'il peut être transporté jusque dans un bureau, un lieu public (magasin, transport en commun, administration), et le lieu d'habitation.

### Lutte contre le vol

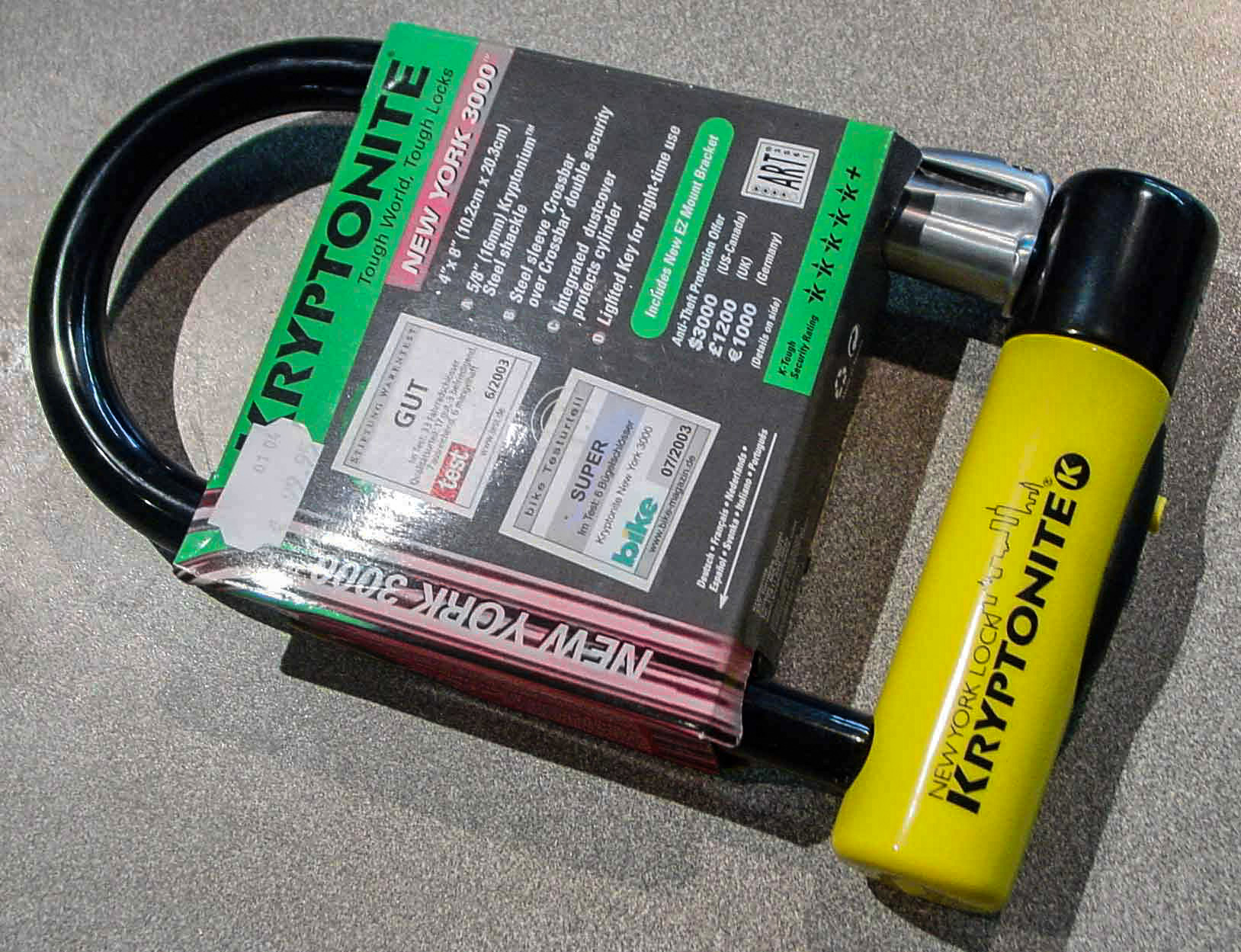
Un dispositif antivol pour vélo.

Le vol de vélos est un des grands fléaux qui freinent le développement de ce mode de transport. En effet, il décourage les cyclistes réguliers de se rééquiper, tout en dissuadant les personnes qui voudraient investir dans un vélo pour se mettre à ce mode de déplacement. En France, une enquête de l'Ifrési-CNRS menée en 2003, avant la mise en place du marquage Bicycode, a montré que 23 % des cyclistes renoncent à racheter un vélo après un vol, et la majorité des autres se contente d'acheter un vélo d'occasion, bon marché, d'autant plus que le marché de l'occasion est alimenté en partie... par le vol. Cette enquête estime alors à plus de 400 000 le nombre de vélos volés chaque année en France (données de 1999 à 2001).
Plusieurs mesures complémentaires peuvent contribuer à réduire ce phénomène :
- sensibiliser les cyclistes à propos du choix et de l'utilisation de leurs antivols (antivols en U, techniques d'attache prenant en compte le cadre et les roues du vélo plus un point fixe de mobilier urbain ou de parc à vélos)[37] ;
- promouvoir des dispositifs technologiques de localisation à distance des vélos volés ;
- marquer des vélos (numéro Bicycode gravé sur le cadre) et ficher des vélos volés ;
- améliorer l'offre de stationnement dans les immeubles (ex. : L'immeuble à vélos) ;
- améliorer l'offre de stationnement en voirie : arceaux, mini-garages à vélos (consignes à vélo), etc. Ce dernier point semble essentiel et a longtemps été négligé en France. En effet, contrairement à d'autres pays, l'accrochage des vélos au mobilier urbain est interdit en France.[réf. nécessaire]

Certains pays européens appliquent de telles mesures avec succès, comme le Danemark ou certaines régions d'Allemagne en ce qui concerne le marquage et le fichage des vélos. Depuis 2004, la France dispose également d'un tel système de marquage permettant de ficher les vélos volés, Bicycode, conçu en partenariat avec la Fédération française des usagers de la bicyclette. Ce dispositif, dans les pays où le recul a permis de faire des mesures, a conduit à faire passer le taux de restitution des vélos retrouvés après un vol de 2 à 3 % à plus de 40 %.
Le Royaume-Uni a de son côté mis en place un système de localisation à distance sur des vélos banalisés spécialement conçus pour les forces de l'ordre. Ces vélos sont laissés dans des endroits fréquentés et munis d'antivols médiocres. Lorsqu'ils sont volés, une procédure de filature des voleurs est déclenchée, conduisant à leur arrestation et parfois au démantèlement de filières[réf. nécessaire].

### Sensibilisation du public
La difficulté de l'implantation du cyclisme en tant que de mode de transport en France provient en bonne partie de la politique des déplacements urbains après la Seconde Guerre mondiale. La politique du tout voiture des années 1960 en France et ce mot célèbre de Georges Pompidou : « il faut adapter les villes aux automobiles » ont été un frein important au développement du vélo urbain. Pendant longtemps, le vélo, ressenti comme un transport archaïque était omis volontairement dans les schémas de déplacements urbains où l'on est soit à pied, soit en voiture, soit en transport en commun, mais jamais en deux roues.
Un autre frein du développement du vélo en tant que transport efficace demeure sans doute l'opinion populaire : « le vélo n'est pas un transport, c'est un sport. » Le cyclisme, dopé par la médiatisation importante du Tour de France, a établi dans l'opinion une image de sportivité, d'effort et de fatigue de la pratique du vélo. Des campagnes de promotions du vélo-transport massivement utilitaire plutôt que du vélo-sport pourraient aider mais la tradition du vélo-sport est fortement ancrée en France.
Les institutions utilisent des actions de communication pour encourager le public à réfléchir sur la manière de se déplacer en ville, voire à tester le vélo en tant que mode de transport. Ces actions portent sur :
- le rappel des avantages en matière de santé, d'efficacité à utiliser le vélo ;
- la mise à disposition de plans des itinéraires cyclables ;
- les campagnes de prévention des risques, bien que celles-ci soient souvent perçues par les associations cyclistes comme risquant de faire plutôt peur aux futurs cyclistes potentiels. Et surtout, les risques d'accident corporel, rapportés au nombre de déplacements, ne sont en moyenne pas plus élevés à vélo qu'à pied, d'après les bilans annuels de la Délégation à la sécurité routière.

Le rapport préparatoire au Plan national de prévention par l’activité physique ou sportive (PNAPS) insiste très largement sur l'importance des déplacements à vélo.
Des associations d'ateliers vélo participatifs et solidaires, où les cyclistes peuvent apprendre à entretenir et réparer leurs bicyclettes, trouver des pièces d'occasion et des vélos, ont commencé à voir le jour à partir des années 1990 en France et en Wallonie.

### Flottes de vélos en libre-service

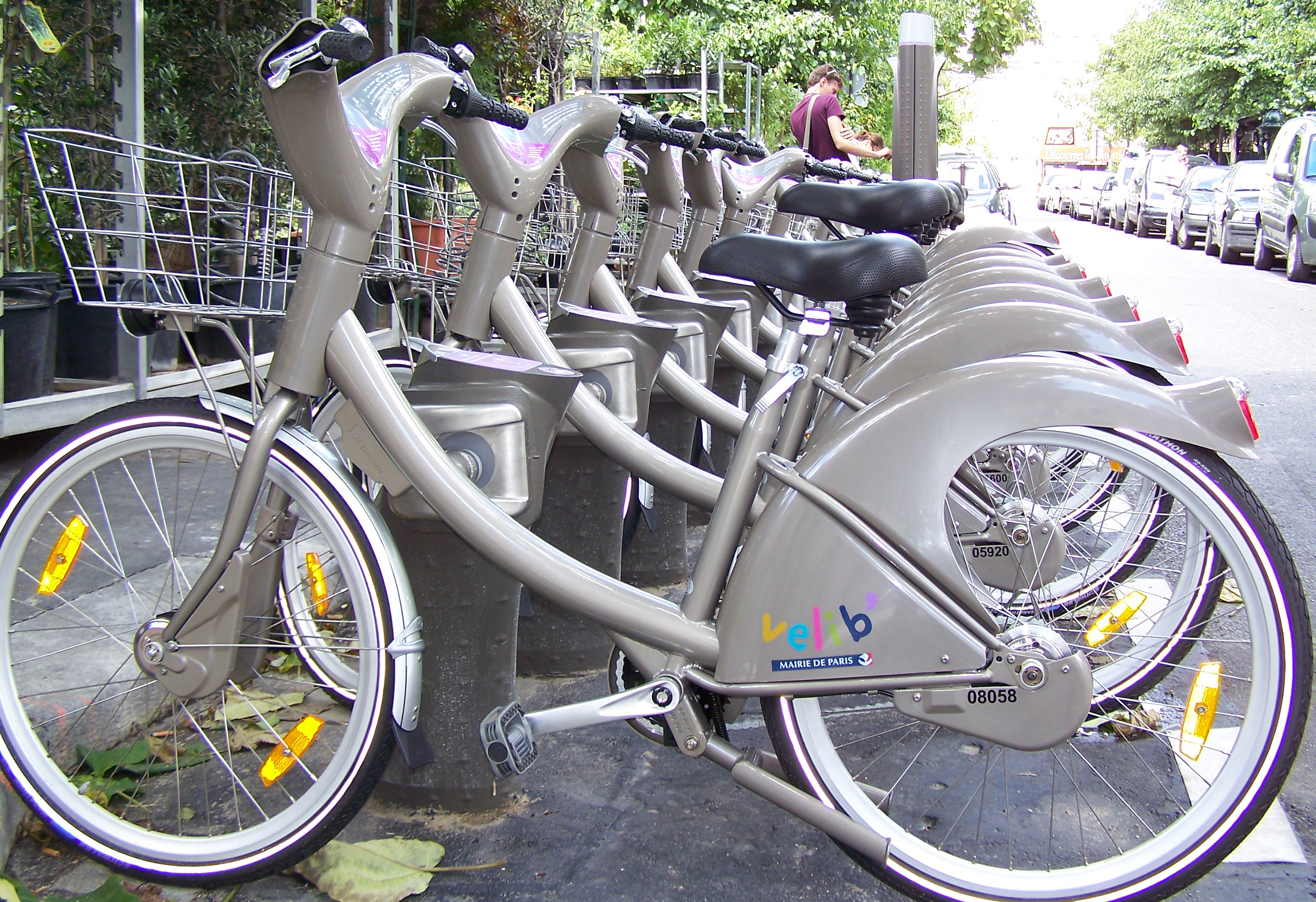
Le Vélib', système de vélos en libre-service parisien.

Enfin, se mettent en place des flottes de VLS, en partenariat ou non avec des acteurs du secteur privé (entreprises, associations).
Diverses expériences ont été menées en France et aux Pays-Bas, avec un succès mitigé. En particulier, la mise à disposition de vélos gratuits, entièrement subventionnés par de la publicité, n'a pas eu l'effet escompté, notamment en raison d'un très fort taux de vol, remettant en cause le modèle économique choisi par les exploitants.
En revanche, l'implantation de vélos en location courte durée semble bien fonctionner. Ce type de service peut être associé soit à un abonnement avec des forfaits d'utilisation gratuite (comme Vélo'v à Lyon, V'Lille à Lille ou Vélib' à Paris), soit à une tarification combinée avec celle des transports en commun (comme à La Rochelle par exemple).
Le déploiement visible de ces flottes de vélos en libre service dans de nombreuses grandes et moyennes villes de France, allié à une couverture médiatique importante, donne un coup de pouce à l'image du vélo comme mode de déplacement urbain. Ces services, outre l'incitation, offrent de nouvelles manières d'utiliser le vélo en ville.

## Comportement et sécurité

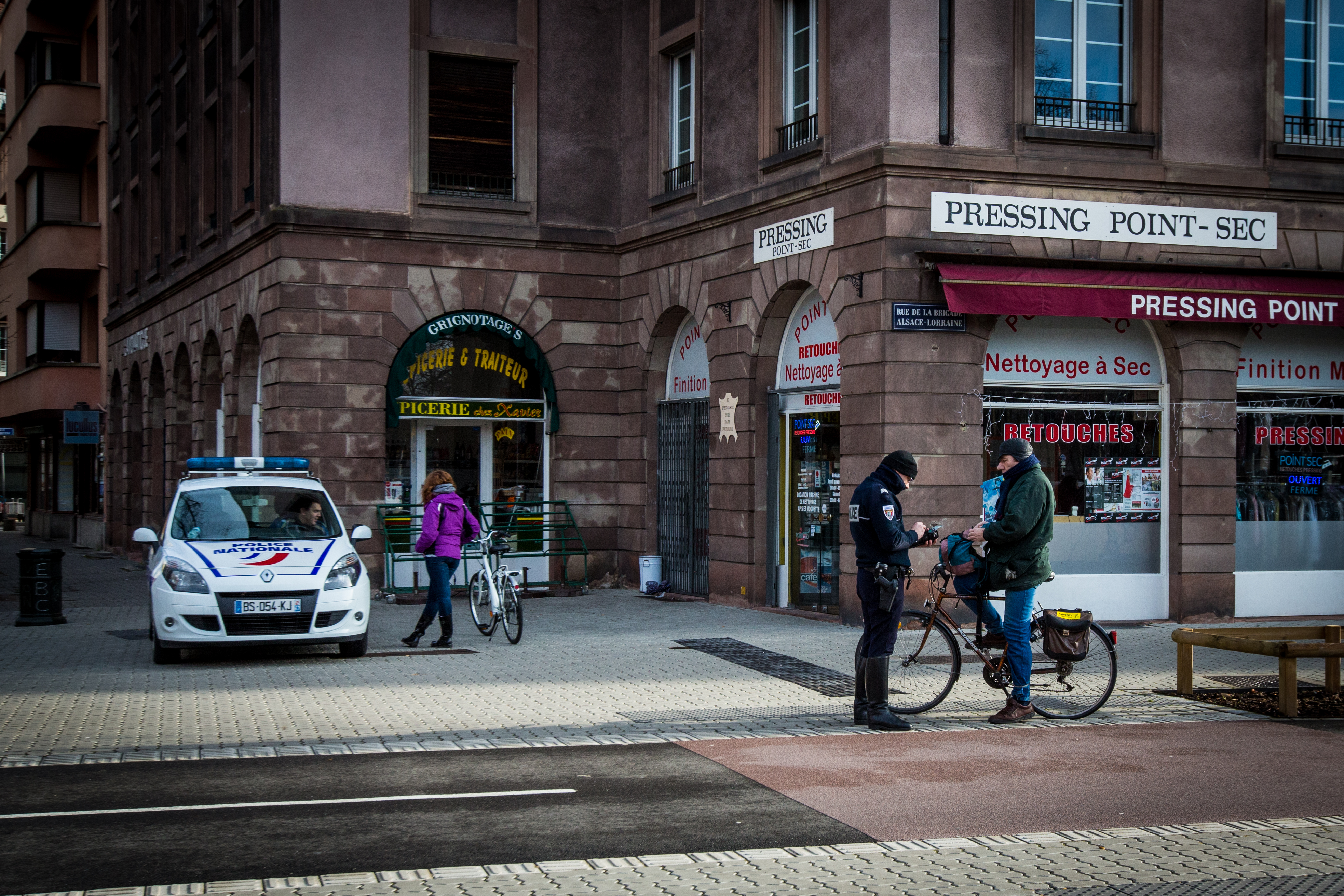
Verbalisation d’un cycliste à Strasbourg.

### En France

#### Législation

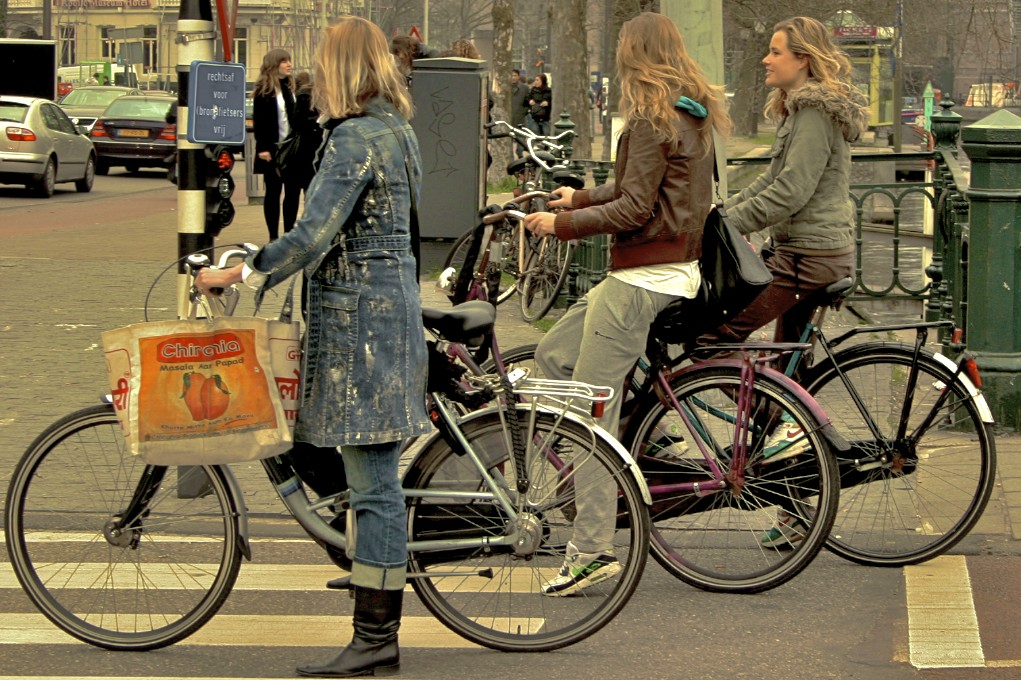
Cyclistes arrêtées à un feu rouge à Amsterdam.

Le cycliste doit respecter le code de la route au même titre que l'automobiliste, la bicyclette étant considérée comme un véhicule. Le non-respect de ses prescriptions est en France une infraction. Le cycliste verbalisé est soumis aux mêmes amendes qu'un automobiliste, mais il n'est pas légal de retirer de points de permis pour une infraction commise à vélo (circulaire du 23 novembre 1992, remplacée par la circulaire du 11 mars 2004 ; on peut également citer l'arrêt numéro 158676 du Conseil d'État du 8 décembre 1995[pourquoi ?]).
Cependant, arguant du fait que le code de la route n'est pas pensé pour les cyclistes mais pour les véhicules motorisés, de nombreuses associations préconisent un code de la rue qui distinguerait mieux les différents types d'usagers, surtout en milieu urbain où tous doivent cohabiter dans un espace dense.
La réglementation en matière de responsabilité en cas d'accident et les éventuelles obligations d'assurance varient en fonction de chaque pays.

#### Accidentologie
Selon une étude française portant sur 2011, « sur les 142 conducteurs de vélo décédés, 65 ont été estimés déclencheurs de l’accident et plutôt voire totalement responsable ». En 2023, 40 000 cyclistes ont été blessés dans des accidents, dont 4 % en lien avec l’alcool.
Le vélo n'est cependant pas particulièrement exposé aux risques d'accidents. En 2007, sur 364 jeunes de moins de 18 ans décédés à la suite d'un accident de la route en France, 155 l’ont été en voiture, 122 en deux-roues à moteur 51 à pied et seulement 17 à bicyclette. D'après les bilans annuels de la Délégation à la sécurité routière française, la baisse du nombre de tués à vélo a été la plus forte amélioration en pourcentage de tous les modes de déplacements. À Paris, le vélo est, après la marche, le mode de déplacement dont l'accidentalité est la plus faible.
Une étude réalisée dans le département du Rhône montre que pour un temps de déplacement identique, le risque d’être blessé est huit fois plus élevé en vélo qu’en voiture et 20 fois plus élevé qu’à pied ; il est néanmoins cinq fois moins élevé qu’en deux-roues motorisés. Chez les cyclistes, le risque d’accident corporel est plus élevé chez les 18–25 ans, chez les femmes et hors agglomération. Le risque d’être hospitalisé est plus important chez les hommes que chez les femmes.

## Équipement

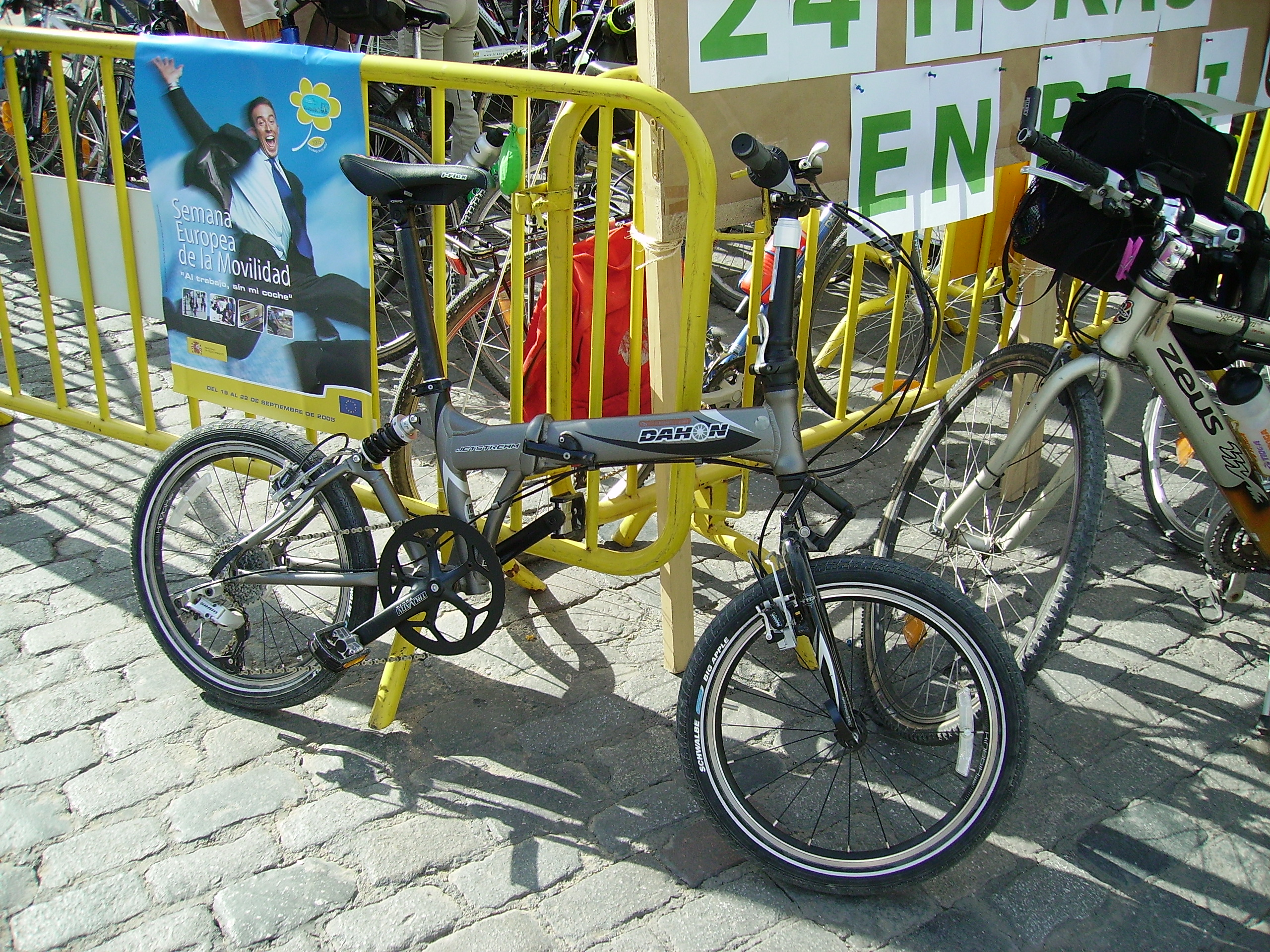
Vélo pliable.

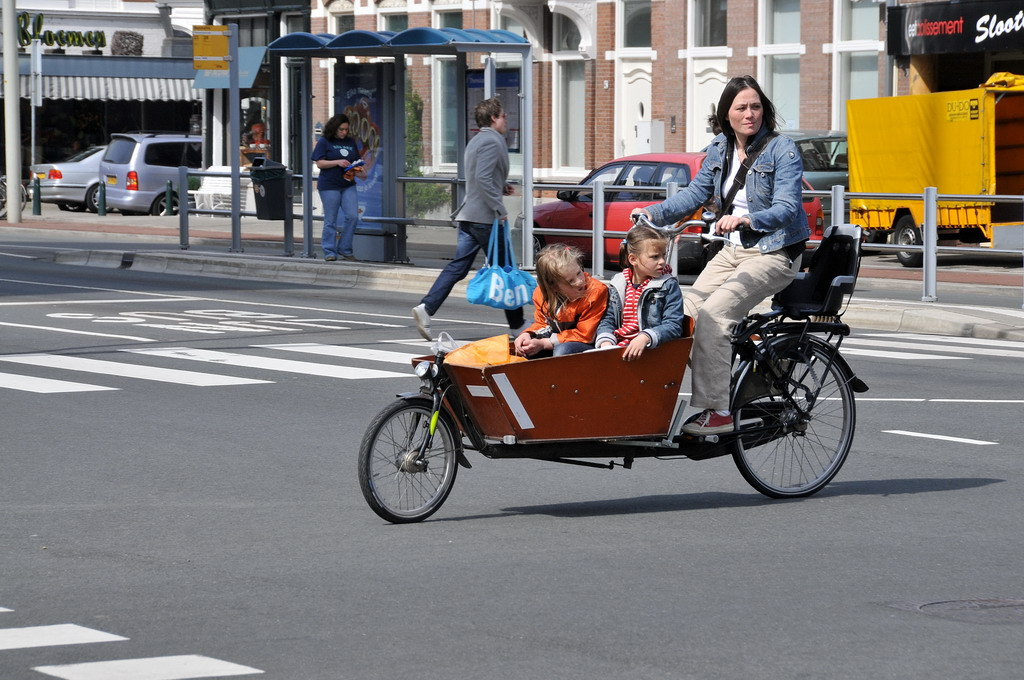
Le vélo cargo permet le transport des charges lourdes ou des enfants.

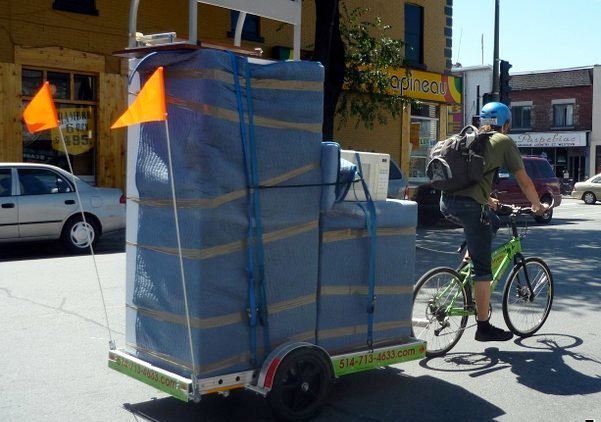
Le déménagement à vélo se développe dans des villes comme Montréal, Rennes et Malmö.

Le vélo de ville est un engin simple, souvent robuste pour être capable de supporter des charges (courses, enfants) avec un porte-bagages, des sacoches, des paniers, voire une remorque.
Il peut être équipé de garde-boue pour éviter les projections d'eau sur les vêtements du cycliste. Ce dernier peut aussi utilement se munir de vêtements imperméables ou respirants (cape, poncho, pantalon de pluie) pour se protéger de la pluie.

### Sécurité active
Différents équipements vise à limiter le risque d'accident : gilet rétro-réfléchissant, catadioptres, feux, avertisseur sonore.

### Sécurité passive
Les équipements comme le casque peuvent limiter la gravité d'un accident[Combien ?].

### En France
En France, le vélo doit comporter obligatoirement un éclairage (phare et catadioptre avant blanc, phare et catadioptre arrière rouge, réflecteurs visibles latéralement, et réflecteurs de pédales) ainsi qu'une sonnette. Des accessoires comme un gilet ou des brassards fluorescents et/ou réfléchissants sont facultatifs (gilet obligatoire de nuit et hors agglomération par un décret du 31 juillet 2008) mais appréciables surtout pour les trajets de nuit, sans toutefois pouvoir remplacer le système d'éclairage. Un autre accessoire utile est l'écarteur de danger, muni d'un catadioptre.
En outre, le cycliste peut se munir d'un casque, qui peut lui éviter des traumatismes crâniens en cas de chute. Toutefois, contrairement au cas de la pratique sportive ou tout-terrain, le risque n'est pas plus élevé pour un cycliste que pour un piéton, d'après les données récentes de la Délégation à la sécurité et à la circulation routières.

### Accessoires
Un bon antivol constitue un équipement indispensable en ville. Éviter les câbles qui s'avèrent très vulnérables, quel que soit le diamètre. (cf. Lutte contre le vol plus bas). Le risque de crevaison peut être réduit par l'utilisation de pneus renforcés ou de bandes anti-crevaison qui se placent entre la chambre à air et le pneu, le cycliste emportant sur lui une bombe anti-crevaison ou un kit de réparation (rustines, etc.) pour de petites réparations d'urgence.
Outre les sacoches ou des porte-bagages spéciaux, divers accessoires permettent de transporter des enfants, tels des sièges montés à l'arrière ou une selle auxiliaire montée sur la barre transversale,.
Des vélos adaptés comme les vélos cargos, permettant de transporter des charges lourdes, des marchandises et des enfants, se développent dans les villes européennes, en particulier en Europe du Nord. Munis de remorques, ils permettent même d'effectuer des déménagements à vélo, pratique qui gagne en popularité depuis le début du XXIe siècle en Amérique du Nord, en France et en Scandinavie.

## Avantages

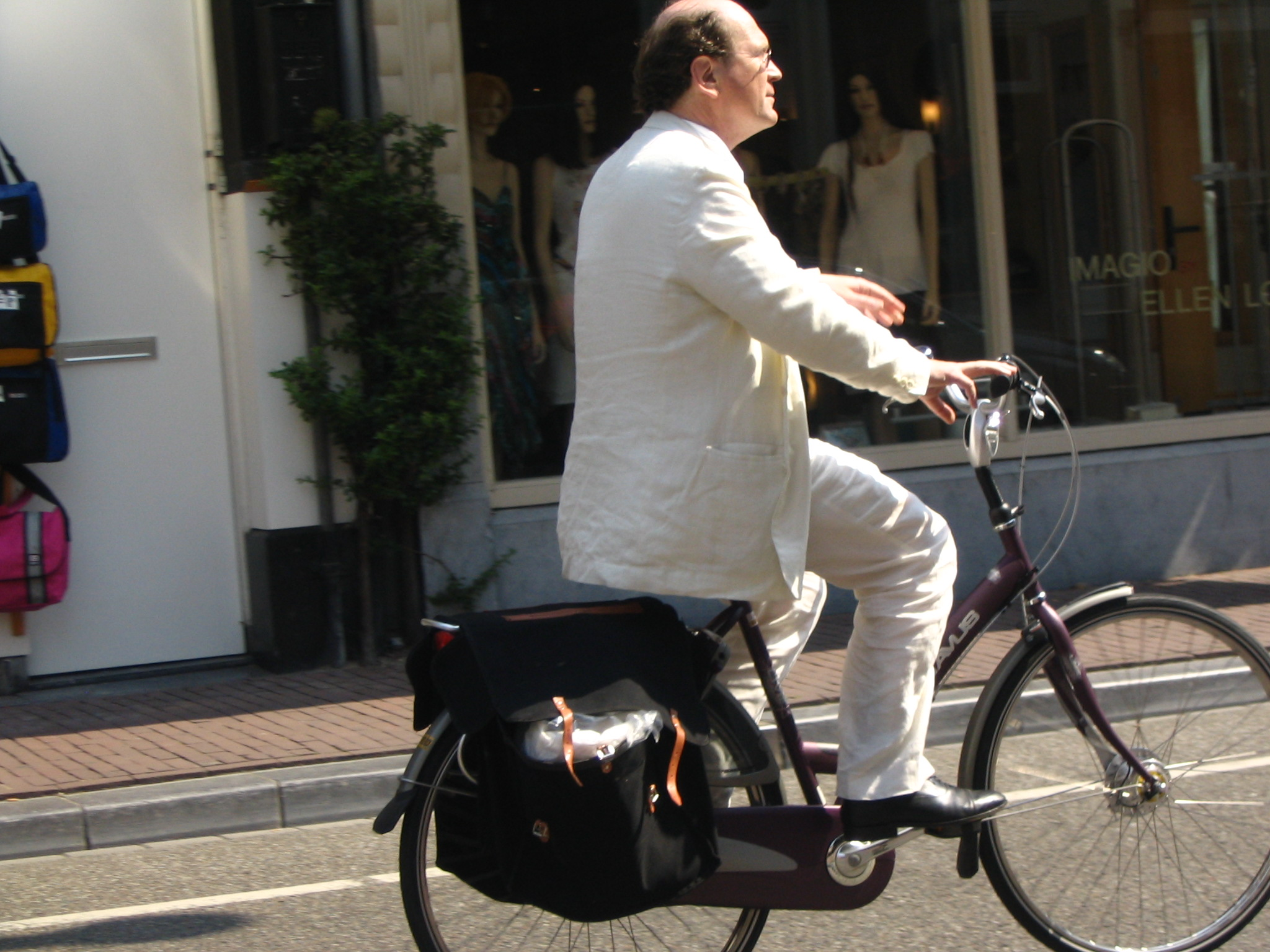
Un cycliste urbain à Amsterdam.

La pratique du vélo comme mode de transport au quotidien est source de bénéfices pour le cycliste comme pour la collectivité :
- économies financières sur le poste de dépenses déplacements ;
- stabilité des temps de déplacement ;
- gain de temps en heure de pointe : plusieurs tests ont montré de manière reproductible que dans un centre-ville encombré, le vélo est en moyenne le plus rapide de porte à porte pour des distances de 1 à 5 km[52] voire 6 km[53] ;
- optimisation de l'espace public consommé par personne transportée (durant le déplacement et lors du stationnement) et donc réduction de la congestion du trafic routier et de la demande en espaces de stationnement ;
- la pratique du vélo est considérée comme bénéfique pour l'environnement[54].

### Bénéfices individuels pour la santé
Rouler quotidiennement a un impact positif sur la santé ; aller au travail en roulant est un moyen idéal de garder une activité physique régulière . Cela réduit le risque de cancer, diabète, HTA et le risque cardiovasculaire, le Parkinson, l'Alzheimer, la dégénérescence maculaire, les troubles psychiques anxiété dépression, le mal de dos, les infections saisonnières. L'estimation est une réduction de 40 % de la mortalité et de 40 % des coûts médicaux.
Rouler au moins une demi-heure par jour à une allure modérée améliore la santé publique.
Des études concluent qu'un cyclisme régulier est bénéfique pour la santé : « 100 minutes de vélo par semaine permettent de réduire la mortalité toutes causes confondues de 10 % chez les adultes ».

### Bénéfices collectifs

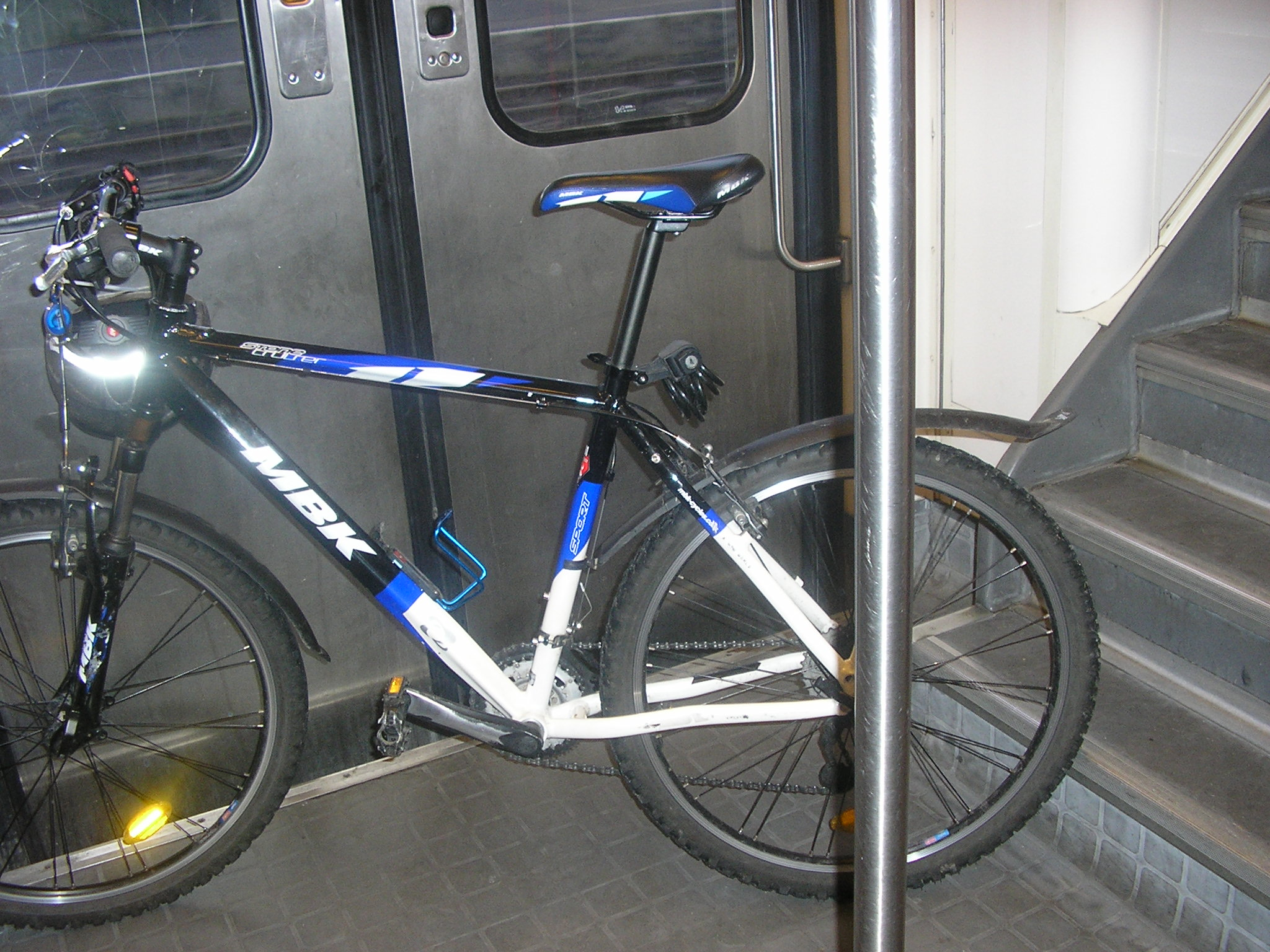
Transport du vélo dans un train de banlieue.

- Réduction de la pollution de l'air et de la pollution sonore engendrées par le trafic automobile ;
- Amélioration de l'intermodalité rendue possible avec un vélo pliant compact emporté dans les transports en commun ;
- Plus grande longévité des infrastructures routières, très peu sollicitées par les cycles par rapport aux modes de transports motorisés ;
- Les cycles ne nécessitent que peu d'espace pour le stationnement et le déplacement ;
- Faire ses courses à vélo signifie bien souvent de se rendre dans les surfaces commerciales situées à proximité de chez soi, ce qui aide à dynamiser le commerce local[59].

## Associations d'usagers

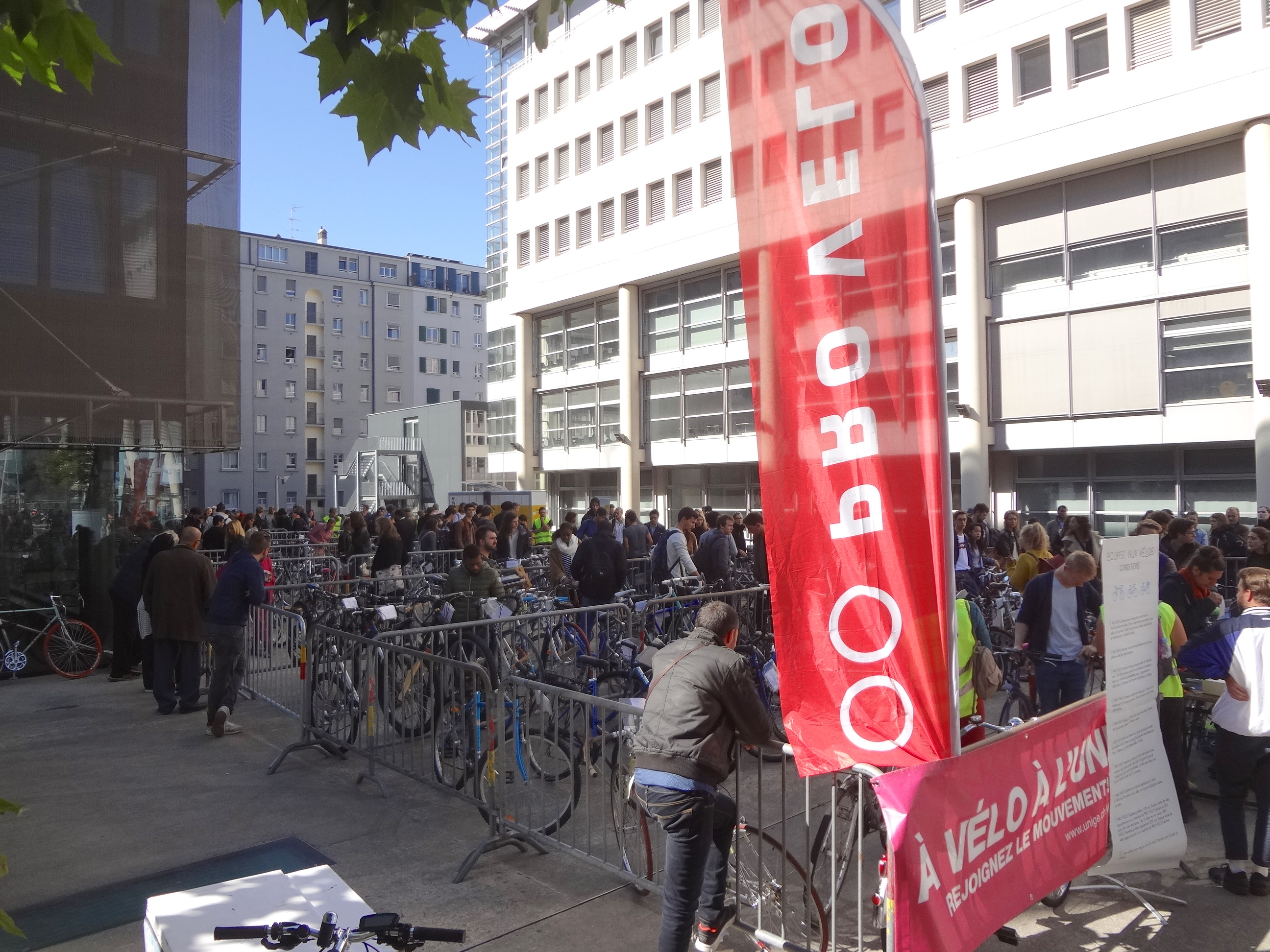
Bourse aux vélos de Pro Velo à Genève.

Différentes associations de cyclistes urbains se sont constituées à différentes échelles géographiques afin de promouvoir et de développer cette pratique, par exemple les organisations faîtières nationales Fédération française des usagers de la bicyclette, Pro Velo Suisse et Pro Velo Belgique. Le réseau L'Heureux Cyclage regroupe des ateliers participatifs et solidaires en France et en Belgique.
Les associations agissent généralement comme relais entre les cyclistes et les collectivités locales, et mènent ou impulsent des actions de communication vers le grand public. Elles peuvent aussi mener des actions de terrain comme des ramassages scolaires à vélo, des écoles de conduite, des ateliers de maintenance ou de marquage des vélos. Elles peuvent également avoir une action de lobbying auprès des institutions pour encourager des politiques volontaristes ou contrer des mesures qu'elles jugent contre-productives, comme la mise en place d'une obligation de port du casque par exemple.
L'expérience des bus cyclistes, qui visent à organiser des trajets collectifs cyclables, est un exemple d'initiative.